# Лорка (замок)
Замок Лорка (ісп. Castillo de Lorca) -  середньовічний замок в місті Лорка, Мурсія, Іспанія.

## Опис
Замок являє собою захисну споруду, побудовану в IX-XV століттях. У період Реконкісти був стратегічною точкою на південному сході Піренейського півострова. Його розміри - 640 м на 120 м, що робить замок одним з найбільших в провінції.
Археологічні розкопки показали, що місце замку було заселеним ще за часів неоліту.
Приблизно з IX століття тут було  укріплення  мусульман. Фортеця довгий час вважалася неприступною, але в 1244 війська Дона Альфонса, який став через кілька  років  королем Альфонсо X, захопили її. Протягом 250 років замок служив захисною спорудою  християн і спостережним пунктом в боротьбі з Гранадським еміратом.
4 червня 1931 замок Лорка став національним пам'ятником Іспанії, також включений в список місць культурного інтересу .
Для  туристів на його території проходять середньовічні інсценування.
Під час  землетрусу 2011  стіни замку були пошкоджені  .